# Relazione di finezza
In matematica, lo studio delle topologie su un insieme consiste nel confrontare le diverse topologie di cui può essere dotato un dato insieme X.
Tali topologie formano un insieme parzialmente ordinato, e questa relazione d'ordine, detta relazione di finezza, può essere usata per confrontare due topologie diverse.

## Definizione
Uno spazio topologico consiste in un insieme X e una topologia T. La topologia T è una collezione di sottoinsiemi di X, detti aperti. Se due topologie T1 e T2 sono tali che 
T1 è contenuta in T2 (in altre parole, gli aperti di T1 sono anche aperti di T2), allora si dice che T2 è più fine di T1.
La classe delle topologie risulta così parzialmente ordinata.

## Reticolo di topologie
L'insieme delle topologie su X ha un minimo assoluto, dato dalla topologia banale (che è meno fine di qualsiasi altra topologia), ed un massimo assoluto, dato dalla topologia discreta (che è più fine di qualsiasi altra topologia).
L'insieme delle topologie è un reticolo: ogni collezione di topologie ha un minimo comune (le loro intersezioni) ed un massimo comune (generato dalle loro unioni).

## Esempi
Uno spazio di funzioni ammette spesso diverse topologie. Ad esempio, lo spazio delle funzioni continue definite sull'intervallo [0, 1] può essere dotato della topologia della convergenza puntuale o della convergenza uniforme: la seconda è meno fine della prima.
Nella lista seguente, ogni topologia è più fine delle precedenti: Topologia banale · Cofinita ·  di Zariski ·  Euclidea · di Sorgenfrey ·  Discreta.